# 澄華あまね
澄華 あまね（すみか あまね、2月26日 - ）は、日本の女優。元宝塚歌劇団星組の娘役。
東京都杉並区、昭和女子大学附属昭和中学校出身。身長162cm。愛称は「あまね」、「あまちゃん」、「あまにゃん」。

## 来歴
2014年、宝塚音楽学校入学。
2016年、音楽学校卒業後、宝塚歌劇団に102期生として入団。入団時の成績は35番。星組公演「こうもり／THE ENTERTANER!」で初舞台。その後、星組に配属。
2021年12月26日、「柳生忍法帖／モアー・ダンディズム!」東京公演千秋楽をもって、宝塚歌劇団を退団。
退団後は小劇場の舞台作品を中心に活動を続けている。

## 宝塚歌劇団時代の主な舞台

### 初舞台
- 2016年3 - 4月、星組『こうもり』『THE ENTERTAINER!』（宝塚大劇場）

### 星組時代
- 2016年5 - 6月、『こうもり』『THE ENTERTAINER!』（東京宝塚劇場）
- 2016年8 - 11月、『桜華に舞え』『ロマンス!! (Romance)』
- 2017年3 - 6月、『THE SCARLET PIMPERNEL（スカーレット ピンパーネル）』 - 新人公演：ルイ・シャルル（本役：星蘭ひとみ）[2]
- 2017年7 - 8月、『オーム・シャンティ・オーム-恋する輪廻-』（梅田芸術劇場）
- 2017年9 - 12月、『ベルリン、わが愛』 - 新人公演：少女（本役：天彩峰里）『Bouqduet de TAKARAZUKA（ブーケ ド タカラヅカ）』[2]
- 2018年2月、『ドクトル・ジバゴ』（ドラマシティ・TBS赤坂ACTシアター） - アンナ
- 2018年4 - 7月、『ANOTHER WORLD』 - 新人公演：舞姫『Killer Rouge（キラー ルージュ）』
- 2018年8 - 11月、『Thunderbolt Fantasy（サンダーボルトファンタジー）東離劍遊紀（とうりけんゆうき）』 - 人形（人間）『Killer Rouge／星秀☆煌紅』（梅田芸術劇場・日本青年館・國家戯劇院・高雄市文化中心至徳堂）
- 2019年1 - 3月、『霧深きエルベのほとり』 - 新人公演：ペトロネラ（本役：桜庭舞）『ESTRELLAS（エストレ―ジャス）〜星たち〜』
- 2019年5月、『アルジェの男』 - リリー『ESTRELLAS（エストレ―ジャス）〜星たち〜』（全国ツアー）
- 2019年7 - 10月、『GOD OF STARS -食聖-』『Éclair Brillant（エクレール ブリアン）』
- 2019年11 - 12月、『龍の宮（たつのみや）物語』（バウホール） - 笹丸
- 2020年2 - 3月、『眩耀（げんよう）の谷〜舞い降りた新星〜』 - 新人公演：ヨナ（本役：音咲いつき）／王后（本役：華雪りら）『Ray-星の光線-』（宝塚大劇場）
- 2020年7 - 9月、『眩耀（げんよう）の谷〜舞い降りた新星〜』『Ray-星の光線-』（東京宝塚劇場）[注釈 1]
- 2020年12月、『シラノ・ド・ベルジュラック』（ドラマシティ） - 童僕
- 2021年2 - 5月、『ロミオとジュリエット』[注釈 2]
- 2021年9 - 12月、『柳生忍法帖』 - お浜、新人公演：千姫（天樹院）（本役：白妙なつ）『モアー・ダンディズム!』 退団公演[2]

## 宝塚歌劇団退団後の主な活動

### 舞台
- 2022年5 - 6月、『純血の女王』（六行会ホール） - カタリーナ 主演[5]
- 2022年7月、『アジール街に集う子たち』（吉祥寺シアター） 主演[6]
- 2022年10月、『サタデーナイトスペシャル』（六行会ホール） - 不破真守[1]
- 2022年11月、『麗和落語〜二〇二二冬の陣〜』（武蔵野芸能劇場）[2]
- 2024年5月、『再演・オウムノウシス』（赤坂RED/THEATER）[7]
- 2024年9月、『なんでもないトマトなのに』（π TOKYO）[8]
- 2025年1月、『1925→2025』（吉祥寺シアター）[9]
- 2025年3月、『R老人の終末の御予定』（すみだパークシアター倉）[10]